# The Dancer's Redemption
Pour plus de détails, voir Fiche technique et Distribution.
The Dancer's Redemption est un film muet américain réalisé par Colin Campbell et sorti en 1913.

## Fiche technique
- Réalisation : Colin Campbell
- Scénario : Gilson Willets
- Date de sortie : États-Unis : 21 mars 1913

## Distribution
- Bessie Eyton
- Tom Santschi
- Wheeler Oakman
- Frank Clark
- Al W. Filson
- Eddie James